# Герб Віли-Нови-де-Гаї
Ге́рб Ві́ли-Но́ви-де-Га́ї — офіційний символ міста Віла-Нова-де-Гая, Португалія. Використовується як територіальний герб. У срібному щиті чорна вежа зі срібними вікнам і брамою. На вежі чоловік у червоному одязі, що сурмить у золотий ріг. Обабіч вежі два золоті виноградні грона із зеленим листям. Над ними, у главі щита, два давні португальські щитки з 13 безантами. Під вежею дві сині хвилясті смуги. Щит увінчує срібна мурована міська корона з п'ятьма вежами.  Під щитом біла стрічка, на якій великими літерами напис португальською: «Vila Nova de Gaia» (Віла-Нова-де-Гая).  Офіційно затверджений 28 червня 1984 року. Створений на основі попереднього містечкового герба, ухваленого 10 вересня 1934 року. Герб ілюструє середньовічну легенду: вежа — це Гайський замок мавританського еміра, з якого сурмить полонений леонський король Раміро II, закликаючи свої війська до штурму. Виноград уособлює виробництво портвейну, сині смуги — річку Дору, щитки — приналежність до Португалії.

## Легенда
З міським гербом Гаї пов'язана легенда про леонського короля Раміро II, яку наводить Алмейда Гарретт. Перебуваючи у землях маврів, король закохався у Захару, сестру мавританського еміра Албоазара. Почуття Раміро були настільки сильними, що забувши про свою законну дружину-королеву, він потайки викрав свої нову пасію із Гайського замку на березі річки Дору. У відповідь Албоазар викрав королеву, що сильно образило леонців. Бажаючи помститися, Раміро зібрав найкращих вояків із Візеу й прибув до замку Албоазара. Король сховав військо в сосновому бору, а сам, переодягнувшись подорожнім, увійшов до замку, де постав перед викраденою королевою. Користуючись відсутністю маврів, що були на полюванні, він відкрився дружині, але та, розлючена його зрадою, відкинула чоловіка. Під час їхньої бесіди з полювання повернувся Албоазар, який упізнав Раміро й ув'язнив його. Маври збиралися стратити короля, але погодилися виконати його останнє бажання — дати йому зіграти на розі. Раміро тричі засурмив у ріг і на цей сигнал із бору вийшло його військо. Вони атакували замок, визволили короля й королеву, а всіх маврів, включно з еміром, пустили під меч.
Відповідно до легенди тлумачаться фігури герба Гаї. Зокрема, вежа — це цитадель мавританського еміра; сурмач — король Раміро.
Ця ж легенда лягла в основу герба Візеу.

## Галерея

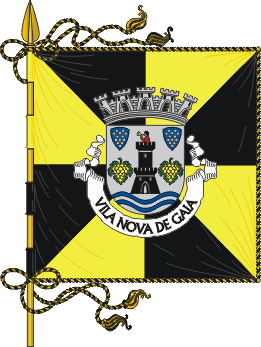
Прапор